# Ptinus fringillae
Ptinus fringillae is een keversoort uit de familie klopkevers (Ptinidae). De wetenschappelijke naam van de soort werd in 1927 gepubliceerd door Maurice Pic.